# Stationenlernen
Das Stationenlernen, auch als Lernen an Stationen, Stationenbetrieb, Stationenarbeit rsp. Lernzirkel bzw. Lerntheke (oder Lehrtheke) bezeichnet,  ist eine Lehrtechnik, bei der die Schüler in der Regel selbstgesteuert und eigentätig anhand vorbereiteter Materialien, die in Stationen angeordnet sind, lernen.

## Geschichte
Das Prinzip des Stationenlernens wurde erstmals 1952 von Ronald Ernest Morgan sowie Graham Thomas Adamson entwickelt und stammt ursprünglich aus dem Sport („circuit training“). Sie ermöglichte es den Sportlern, eine Anzahl von Übungsstationen entweder der Reihe nach oder in freier Auswahl zu durchlaufen.

## Beschreibung
Beim Stationenlernen erhalten die Schüler Arbeitspläne mit Pflicht- und Wahlaufgaben, die Stationen genannt werden. Die Schüler haben Wahlmöglichkeiten hinsichtlich Zeiteinteilung, Reihenfolge der Aufgaben und Sozialform (Einzel-, Paar-, Gruppenarbeit), um die Aufgabe in einer bestimmten Zeit zu erledigen. Die Arbeitsaufträge umfassen:
- Pflichtaufgaben: Diese müssen gemacht werden und dienen der Erarbeitung neuen Stoffs oder der Festigung und Übung sowie
- Wahlaufgaben: Sie können bearbeitet werden und dienen der Erweiterung sowie Vertiefung oder Wiederholung.

Unterschiedliche Arbeitsformen wie Basteln, Schreiben, Lesen, Hören, Sehen, Riechen, Computerarbeit, Spielen, Bewegen usw. sorgen für Abwechslung. Der Lehrer begleitet die Schüler bei ihrem Lernprozess und gibt gezielte Hilfestellungen für die Planung der nächsten Lernschritte. Die Schüler lernen im Offenen Lernen die Durchführung von Selbstkontrollen (Genauigkeit, Erkennen von Fehlern), Zeitplanung, Selbsteinschätzung und Reflexion des eigenen Lernfortschritts, Erkennen der eigenen Lernbedürfnisse, Planung und Durchführung der jeweiligen nächsten Schritte und Übernahme von Verantwortung, so dass selbstständige Gestaltung und Planung des eigenen Lernprozesses möglich werden.
Ziele des Unterrichtes mit Offenem Lernen sind die Erarbeitung von Inhalten, soziales Verhalten, Selbstorganisation, freudvolles Lernen mit allen Sinnen, Einführung neuer Unterrichtsformen unter den Gesichtspunkten Learning by Doing, Erziehung zu Eigenverantwortung und Selbstständigkeit. Lernpsychologisch betrachtet liegt die Wurzel des Erfolgs im Ansprechen aller Wahrnehmungstypen. Daher müssen die Materialien mehrere Sinne ansprechen, optische, akustische und taktile Reize liefern, motorische Elemente enthalten und durch Greifen zum „Begreifen“ führen.
Wesentliche Aspekte im Offenen Lernen sind zielorientiertes, selbständiges und gelenktes Lernen, unterschiedliche Kontrollformen (Selbst-, Partner-, Lehrerkontrolle), verschiedene Sozialformen (einzeln, zu zweit, Gruppe von mehr als zwei) sowie unterschiedliche Arten der Aufgabenstellung.
In ihrer Gesamtheit bilden Arbeitsaufträge und Materialien Differenzierungsmöglichkeiten hinsichtlich Schwierigkeitsgrad, Neigungen und Interessen. Tragendes Element im Offenen Lernen ist die Selbstkontrolle, d. h., die eingesetzten Materialien ermöglichen es den Schülern, ihre Arbeitsergebnisse selbst zu überprüfen. Selbstkontrolle unterstützende Geräte sind u. a. Profax, LÜK, Sabefix/Kontrollfix oder Klammerkarten. Die Lehrer sind dadurch frei, die Schüler einzeln oder gruppenweise zu betreuen und auf individuelle Fragestellungen und Probleme einzugehen.
Dabei sind unterschiedliche Ausmaße der Lenkung durchaus möglich und sinnvoll, etwa
- welcher Schwierigkeitsgrad muss mindestens bearbeitet werden,
- welche Stationen sind unbedingt notwendig, welche frei wählbar,
- welche Stationen bauen aufeinander auf etc.

Eine besondere Form ist der Lernzirkel, bei dem der innere Zusammenhang so gewählt ist, dass die Lernenden alle Stationen durchlaufen müssen, etwa weil sie aufeinander aufbauen und nur als Ganzes dem Erreichen des Lehrzieles dienen.

## Kritik
Häufig geäußerte Kritik am Stationenlernen beruht v. a. auf der Tatsache, dass der Lehrer die verschiedenen Schülergruppen nicht gleichzeitig im Auge behalten kann, so dass es dazu kommen kann, dass die Schüler nur voneinander abschreiben, ohne selbst mitzudenken und den Stoff wirklich zu verstehen. Dann ist es notwendig, den Stoff, der im Stationenlernen behandelt wurde, nach Abschluss des Lernzirkels noch einmal im Frontalunterricht zu wiederholen, um zu prüfen, ob die Schüler auch wirklich alles verstanden haben (was oft auch im anschließenden Frontalunterricht nicht gelingt). Kritikern zufolge nimmt ein Thema auf diese Weise die doppelte Zeit in Anspruch, da man es einmal im Stationenlernen und einmal im Frontalunterricht durchnehmen  muss. Die Lehrtechnik eigne sich daher eher für das Üben und Wiederholen des bereits bekannten Stoffes.
Wird diese Methode jedoch regelmäßig durchgeführt und steht am Ende einer jeden Lerneinheit eine Leistungsüberprüfung, begreifen die Schüler relativ schnell, dass abschreiben sinnfrei ist. Wenn Schüler nur den Frontalunterricht gewöhnt sind, können sie nicht plötzlich mit höheren Freiheitsgraden umgehen. Von daher ist die Kritik, welche nur zu hören ist, wenn lediglich in einem kurzen Projekt auf diese Weise unterrichtet wird, nicht auf eine Schule übertragbar, die ganzjährig z. B. nach dem Dalton-Plan unterrichtet.